# Holothuria rowei
Holothuria rowei is een zeekomkommer uit de familie Holothuriidae.
De wetenschappelijke naam van de soort werd in 1981 gepubliceerd door David Pawson & C.A. Gust.